# Världsmästerskapet i kälkhockey

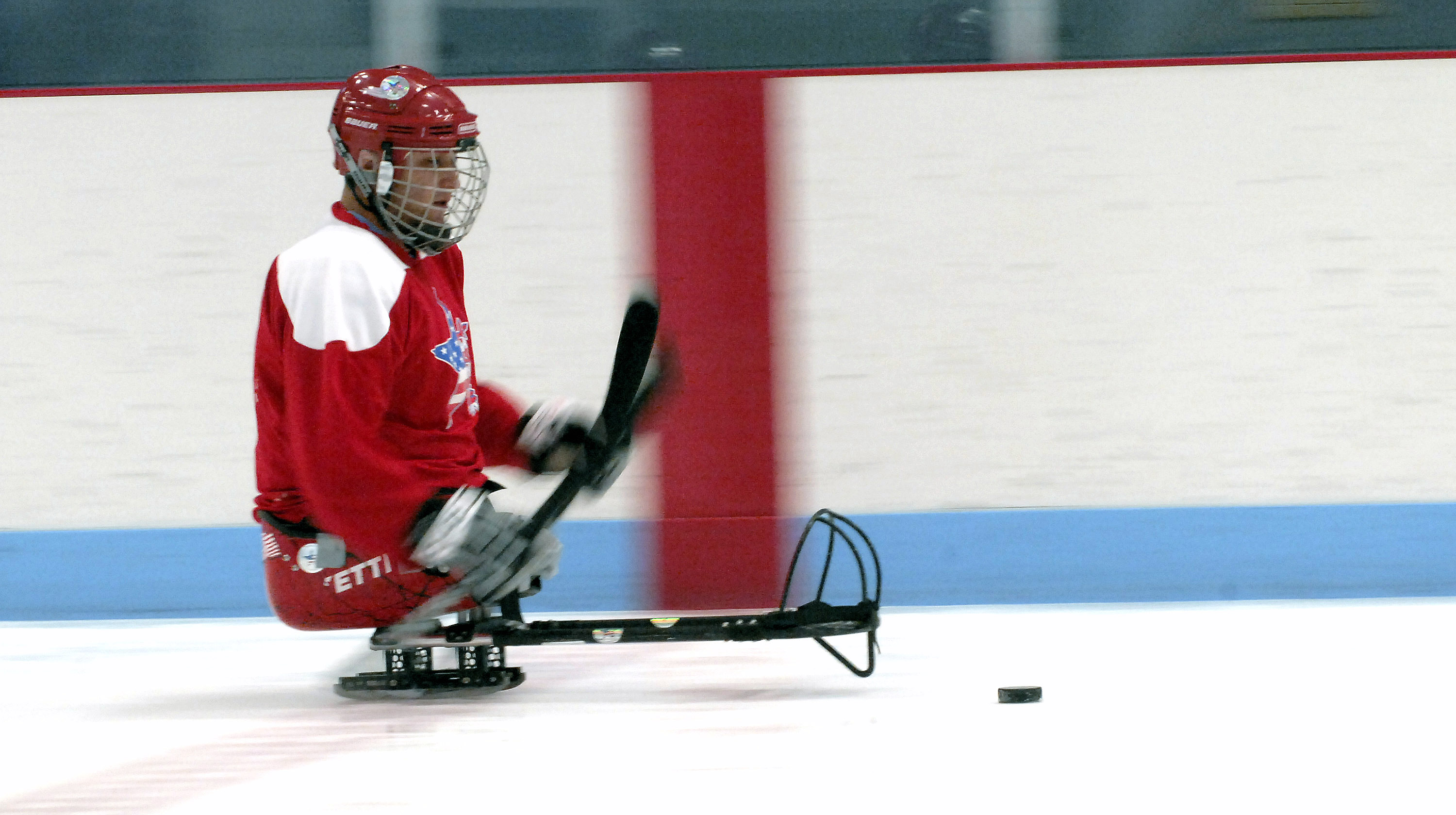
Kälkhockeyspelare.

Världsmästerskapet i kälkhockey hade premiär 1996.

## Resultat
| År            | Guld    | Silver   | Brons    | Spelplats(er)              | Land                   |
| ------------- | ------- | -------- | -------- | -------------------------- | ---------------------- |
| 1996 detaljer | Sverige | Norge    | Kanada   | Nynäshamn                  | Sverige                |
| 2000 detaljer | Kanada  | Norge    | Sverige  | Utah                       | USA                    |
| 2004 detaljer | Norge   | USA      | Sverige  | Örnsköldsvik               | Sverige                |
| 2008 detaljer | Kanada  | Norge    | USA      | Marlborough, Massachusetts | USA                    |
| 2009 detaljer | USA     | Norge    | Kanada   | Eindhoven Ostrava          | Nederländerna Tjeckien |
| 2012 detaljer | USA     | Sydkorea | Kanada   | Hamar                      | Norge                  |
| 2013 detaljer | Kanada  | USA      | Ryssland | Goyang Nagano              | Sydkorea Japan         |
| 2015 detaljer | USA     | Kanada   | Ryssland | Buffalo, New York          | USA                    |
| 2017 detaljer | Kanada  | USA      | Sydkorea | Gangneung                  | Sydkorea               |
| 2019 detaljer | USA     | Kanada   | Sydkorea | Ostrava                    | Tjeckien               |

### Fotnoter
1. ↑  Important Dates, Hockey Canada